# Kotlin
Kotlin (Ко́тлін) — статично типізована мова програмування, що працює поверх JVM і розробляється компанією JetBrains. Також компілюється в JavaScript.
Мову названо на честь острова Котлін у Фінській затоці, на якому розміщена частина Кронштадту.
Автори ставили перед собою ціль створити лаконічнішу та типо-безпечнішу мову, ніж Java, і простішу, ніж Scala. Наслідками спрощення, порівняно з Scala стали також швидша компіляція та краща підтримка IDE.
Мова розробляється з 2010 року, публічно представлена в липні 2011. Початковий код було відкрито в лютому 2012. В лютому було випущено milestone 1, який містив плагін для IDEA. У червні — milestone 2 з підтримкою Android. У грудні 2012 року вийшов milestone 4 та забезпечив підтримку Java 7. Станом на листопад 2015 року основні можливості мови стабілізовані, готується реліз версії 1.0. В грудні 2015 року з'явився реліз-кандидат версії 1.0, а 15 лютого 2016 року відбувся реліз версії 1.0.
З 17 травня 2017 року входить в список офіційно підтримуваних мов для розробки застосунків для платформи Android.
З 7 травня 2019 року є рекомендованою мовою програмування для розробки Android застосунків.
15 листопада 2023 року було випущено мажорну бета версію kotlin 2.0.0 Beta1

## Синтаксис

### Процедурний стиль програмування
Kotlin послаблює обмеження Java, що дозволяє статичним методам та змінним існувати лише в тілі класу. Статичні об'єкти та функції можуть бути визначені на верхньому рівні пакету без необхідності створення надлишкового рівня класів. Для сумісності з Java у Kotlin передбачено анотацію JvmName, яка визначає ім'я класу, що використовується, коли пакунок переглядається з проекту Java.

### Точка входу
Як і у C, C++, C#, Java та Go, точкою входу до програми на Kotlin є функція з назвою "main", якій можна передати масив, що містить будь-які аргументи командного рядка. Це необов'язково, оскільки у Kotlin 1.3 підтримується інтерполяція рядків у стилі командного рядка Perl, PHP та Unix. Також підтримується виведення типів.
```
// Hello, World! 

fun
 
main
()
 
{

    
val
 
scope
 
=
 
"World"

    
println
(
"Hello, 
$
scope
!"
)

}

fun
 
main
(
args
:
 
Array
<
String
>
)
 
{

    
for
 
(
arg
 
in
 
args
)

        
println
(
arg
)

}

```